# Tatarinow Aeromobile
Der Hubschrauber-Prototyp Aeromobile von Wladimir Walerianowitsch Tatarinow stammt aus dem Jahr 1909 (anderen Quellen zufolge aus dem Jahr 1907) und wurde mit Unterstützung des russischen Kriegsministeriums entwickelt. Nachdem die Mittel wegen zu geringen Projektfortschrittes gestrichen wurden, setzte Tatarinow sein Gerät und den Hangar in Brand.
Das Gefährt besaß vier horizontale Rotoren an einem kreuzförmig über dem Piloten angebrachten Trägerwerk und einen fünfblättrigen Propeller hinter dem Pilotensitz. Die Gesamtmasse betrug 1.300 kg. Der wassergekühlte Motor war vor dem Piloten angeordnet, seine Leistung betrug etwa 18 kW (25 PS).